# Doc Shaw

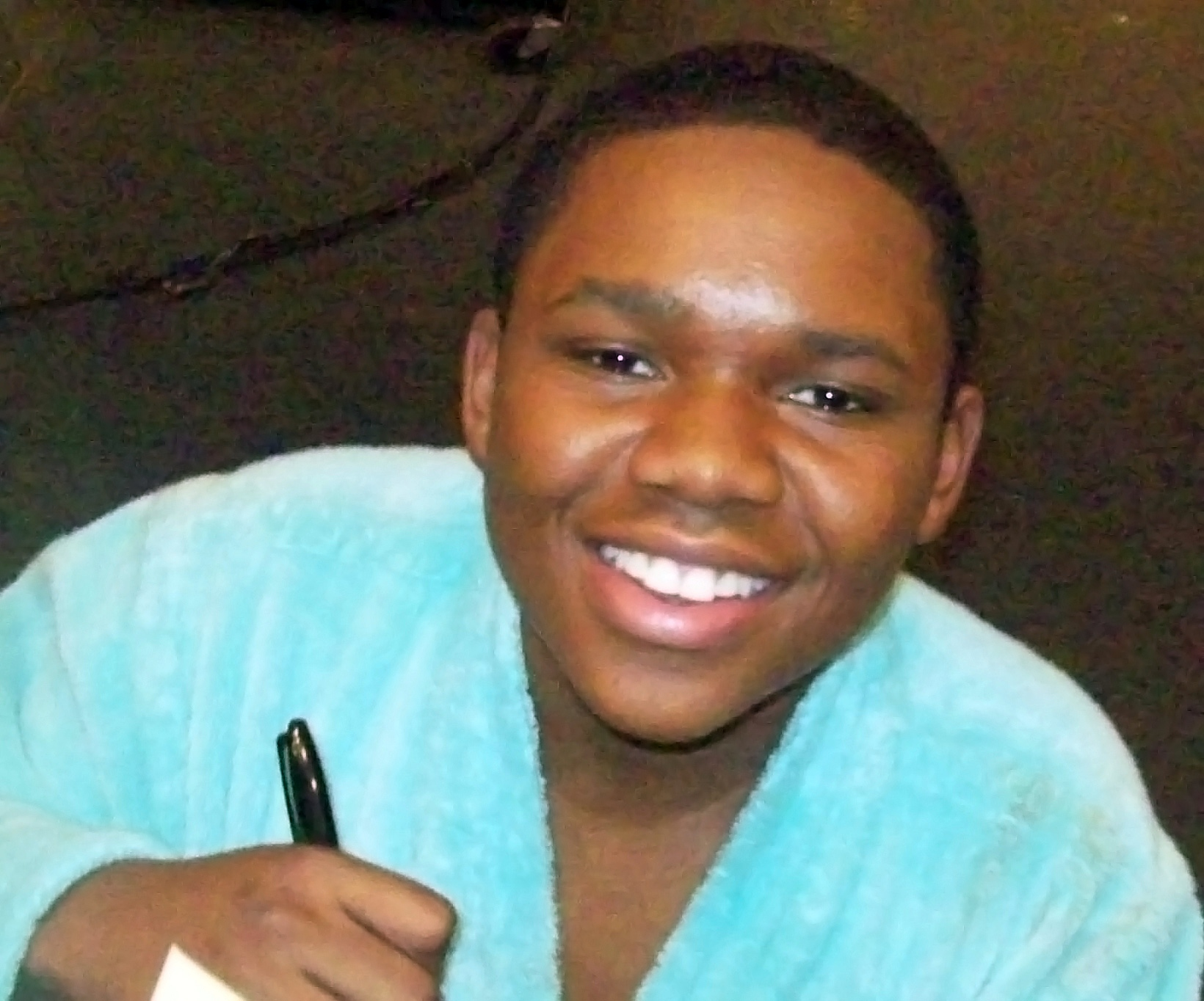
Doc Shaw am Set der Serie Pair of Kings – Die Königsbrüder im Mai 2010

Larramie Cortez „Doc“ Shaw (* 24. April 1992 in Atlanta, Georgia) ist ein US-amerikanischer Schauspieler, Sänger, Rapper und Model. Als Schauspieler ist er vor allem durch seine Rollen in Tyler Perry’s House of Payne, Zack & Cody an Bord und Pair of Kings – Die Königsbrüder bekannt.

## Leben
Seine Karriere als Schauspieler begann der in Atlanta im US-Bundesstaat Georgia geborene Shaw wie zahlreiche andere Schauspielkollegen in der Werbebranche, wo er anfangs in verschiedenen Werbespots eingesetzt wurde. Zu seinem Spitznamen „Doc“ kam er durch seine Großeltern, die ein besonderes Talent in ihm sahen. Durch seinen Vater, der im Jahre 1994 bei einem Autounfall ums Leben kam und bei dem auch sein einziger Sohn beteiligt war, der den Unfall allerdings nahezu unbeschadet überlebte, fand der noch junge Doc Shaw den Weg ins Modelgeschäft. Dabei wurden Fotos von ihm für Zeitungen und Magazine wie das Atlanta-Magazin und für Kaufhäuser wie Parisian, Uptons, Rich’s, Service Merchandise oder Robinsons-May geschossen. Im Alter von sechs Jahren sollte seine Karriere schließlich einen erneuten Höhepunkt verzeichnen, als er seine Mutter darum bat, ihm einen Agenten zu suchen. Nachdem einer gefunden war, arbeitete seine Mutter als Managerin für ihn und brachte ihn mit Hilfe des Agenten in eine Reihe von Werbespots zu bekannten Marken, Firmen und Organisationen wie Children’s Healthcare of Atlanta, McDonald’s, SCANA Energy, WGCL-TV, ABC Education Supplies oder Kmart. Kurz darauf kam er auch zu seinem ersten Filmauftritt, als er im Film Nobody Loves Me, einer Yardie-Films-Inc.-Produktion, die Rolle des Big D. Bully übernahm.
Seinen Durchbruch feierte er allerdings erst im Jahre 2006, als er in der erfolgreichen Sitcom Tyler Perry’s House of Payne mit der Rolle des Malik Payne eine der Hauptrollen bekam, in der er bis Ende des Jahres 2010 in etwa 54 verschiedenen nachgewiesenen Episoden eingesetzt wurde. Mit der Rolle feierte er unter anderem größere Erfolge und machte sich damit auch für größere Produktionen aufmerksam. Nachdem er im Jahre 2008 als Moderator bei der Vergabe der 39. NAACP Image Awards auftrat, wurde er im Folgejahr selbst für einen solchen Preis in der Kategorie „Outstanding Supporting Actor in a Comedy Series“ für sein Engagement in Tyler Perry’s House of Payne nominiert. Zudem gewann er in diesem Jahr für seine Rolle als Malik Payne den NAMIC Vision Award in der Kategorie „Best Performance – Comedy“ und den Young Artist Award in der Kategorie „Best Performance In a TV Series (Comedy or Drama) – Supporting Young Actor“. Aufgrund der Erfolge mit der Sitcom wurde er im Jahre 2009 auch als einer der Hauptdarsteller in die bereits laufenden Fernsehserie Zack & Cody an Bord geholt, in der er bis 2010 in insgesamt 26 Folgen als Marcus Little in Erscheinung trat. Nach seinem Serienaus im Jahre 2010 wurde er im gleichen Jahr als einer der Hauptdarsteller für die Serie Pair of Kings – Die Königsbrüder gebucht, wo er fortan in der Rolle des King Duke 'Boomer' Parker auftritt. In dieser Rolle kam er bis zum Ende 2010 in insgesamt 14 verschiedenen Episoden zum Einsatz. Zuvor hatte er 2009 einen Auftritt in/auf Disney 365, wo bereits zahlreiche andere Jungstars ebenfalls zu sehen waren.
Abseits der Kamera übt sich Shaw als Motivationsredner für Jugendliche, denen er unter anderem erzählt, dass es wichtig sei, seine Träume zu verfolgen. Neben seiner Karriere als Schauspieler ist Doc Shaw auch als Sänger und Rapper im Einsatz. So kam er unter anderem auch in seiner letzten Episode von Zack & Cody an Bord als Sänger zum Einsatz und sang auch in Pair of Kings – Die Königsbrüder. Sein eigentliches Debüt als Sänger und Rapper feierte er eigentlich erst im Jahre 2010, als er mit dem Co-Star von Pair of Kings – Die Königsbrüder Mitchel Musso den Titelsong zur Serie, Top of The World, aufnahm. Das Lied wurde erstmals am 10. September 2010 auf Radio Disney gespielt und dies noch kurz bevor die Serie ihre Erstausstrahlung hatte.

## Filmografie
- Nobody Loves Me
- seit 2006: Tyler Perry’s House of Payne (bisher ca. 54 Folgen)
- 2009: Disney 365 (1 Folge)
- 2009–2010: Zack & Cody an Bord (The Suite Life on Deck) (26 Folgen)
- 2010–2013: Pair of Kings – Die Königsbrüder (Pair of Kings)
- 2012: Thunderstruck
- 2014: Planet der Affen: Revolution (Dawn of the Planet of the Apes)

## Auszeichnungen und Nominierungen
Nominierungen
- 2009: NAACP Image Award in der Kategorie „Outstanding Supporting Actor in a Comedy Series“ für sein Engagement in Tyler Perry’s House of Payne

Auszeichnungen
- 2009: NAMIC Vision Award in der Kategorie „Best Performance – Comedy“ für sein Engagement in Tyler Perry’s House of Payne
- 2009: Young Artist Award in der Kategorie „Best Performance In a TV Series (Comedy or Drama) – Supporting Young Actor“ für sein Engagement in Tyler Perry’s House of Payne[2]